# Cheltenham Spa Express

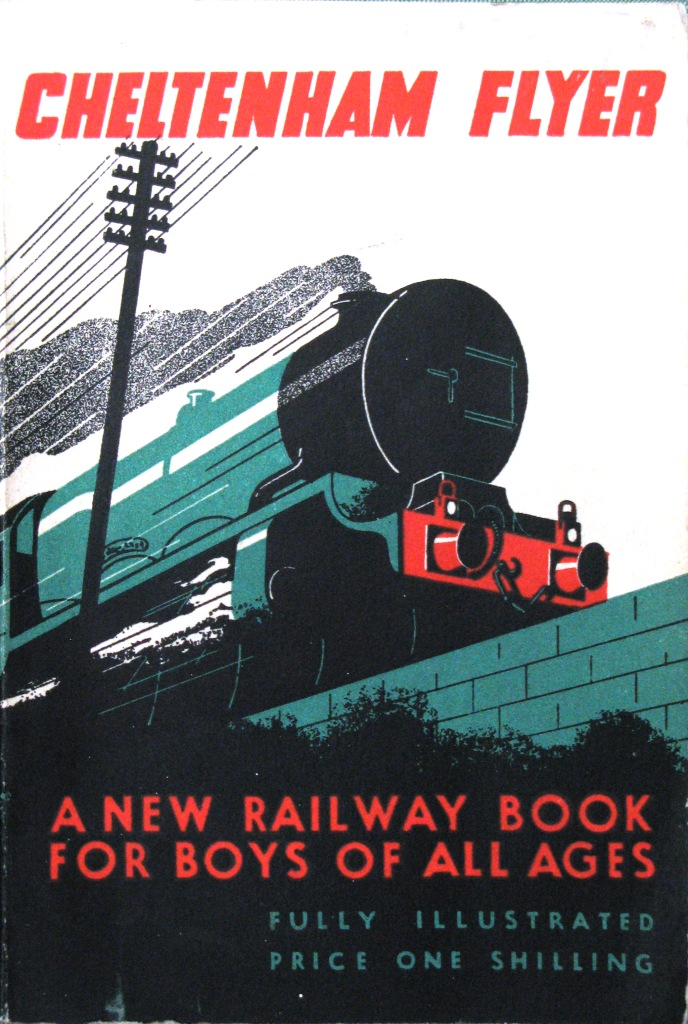
El libro GWR Cheltenham Flyer fue escrito para alentar a los 'niños de todas las edades' a interesarse por el ferrocarril

El Cheltenham Spa Express es la denominación de un tren de pasajeros británico que circula entre la Estación de Paddington (en Londres) hasta la Estación de Cheltenham Spa (en Gloucestershire). Durante el viaje pasa por las estaciones de Reading, Kemble, Stroud, Stonehouse y Gloucester. Durante la década de 1930, cuando el Great Western Railway operaba la línea, el servicio se conocía más popularmente como Cheltenham Flyer.

## Historia

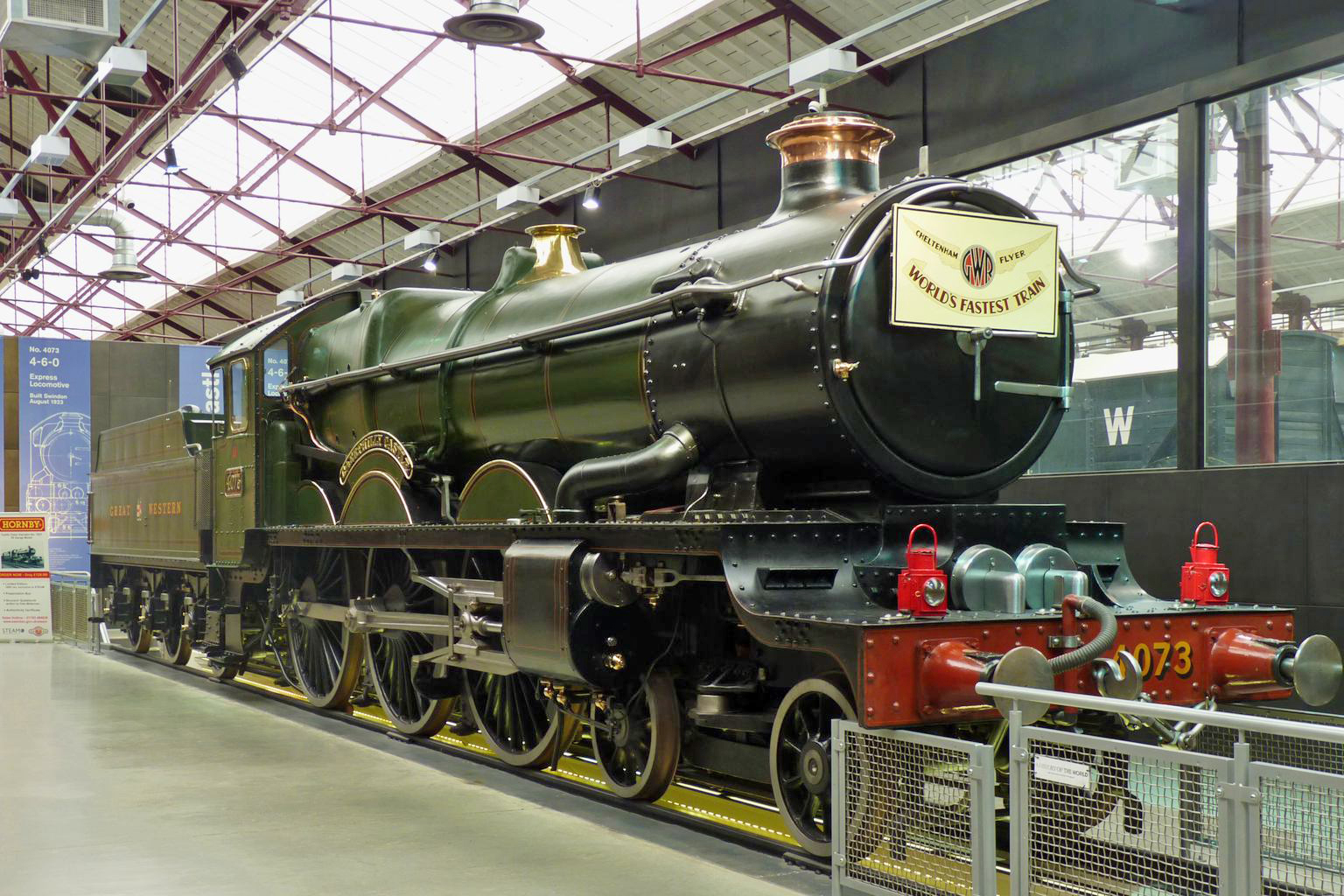
Locomotora GWR Clase Castle, Caerphilly Castle portando un rótulo frontal que la identifica como "Cheltenham Flyer"

Incluso antes de la Primera Guerra Mundial, el Great Western Railway operaba un servicio de alta velocidad entre Cheltenham y Londres, recorriendo las 91 millas (146,4 km) que separan Kemble Junction y Paddington en 103 minutos. Después de la guerra, se hizo una parada adicional en Swindon, desde donde se recorrían las 77+1/4 de milla (124,3 km) de distancia hasta Paddington en 85 minutos.
Sin embargo, en 1923 entró en servicio el primer lote de máquinas para trenes expresos GWR Clase 4073 diseñadas por Charles Collett(también llamadas Clase Castle) 4-6-0 y esto permitió alcanzar una mejora significativa en los tiempos de recorrido. Al servicio se le dio el nombre de "Cheltenham Spa Express", y llegaba a Paddington en 75 minutos desde Swindon, con una velocidad promedio de 61,8 millas por hora (99,5 km/h), lo que lo convirtió en el servicio programado de inicio a parada más rápido de Gran Bretaña.
La feroz rivalidad entre las cuatro principales compañías ferroviarias durante las décadas de 1920 y 1930 para operar el tren más rápido del país y, por lo tanto, del mundo, condujo a menores tiempos de recorrido en los servicios. En julio de 1929 el tiempo de viaje programado pasó a ser de 70 minutos, con una velocidad media de 66,2 millas por hora (106,5 km/h), y la publicidad lo proclamó como el tren más rápido del mundo. A estas alturas, el tren había adquirido su apodo popular de "Cheltenham Flyer", aunque nunca se adoptó oficialmente. Dos años después, en 1931, el Canadian Pacific Railway hizo circular un tren con un horario un poco más rápido, llevándose el título de "tren más rápido del mundo" al otro lado del Atlántico, pero el tren del GWR volvió a incrementar de nuevo su velocidad en julio, obteniendo un promedio de 69,2 millas por hora (111,4 km/h).
El lunes 6 de junio de 1932, el tren batió récords de velocidad ferroviaria con un tiempo de 56 minutos y 47 segundos a una velocidad media de 81,6 millas por hora (131,3 km/h). Nunca antes se había registrado tal velocidad de viaje y esto convirtió a este tramo en el recorrido ferroviario más rápido del mundo. El tren era remolcado por la locomotora Clase Castle 5006 Tregenna Castle y fue tripulado por el maquinista Harry Rudduck y el fogonero Thorp, destinados en el depósito de locomotoras de Old Oak Common.
En septiembre de 1932, el tiempo de Swindon a Londres se redujo aún más, hasta los 65 minutos, dando una velocidad promedio extraordinaria para la época de 71,3 millas por hora (114,7 km/h) durante todo el viaje de 77+1/4 de milla (124,3 km). Esta fue la primera ocasión en la historia de los ferrocarriles en la que se programó un tren a más de 70 millas por hora (112,7 km/h).
La denominación popular de "Cheltenham Flyer", que nunca se usó oficialmente en los horarios, dejó de estar vigente antes de la Segunda Guerra Mundial cuando los trenes en otros lugares lograban regularmente tiempos más rápidos, pero en la Región Ferroviaria Oeste, como sucesor del Great Western Railway, continuó usando la marca "Cheltenham Spa Express" hasta la década de 1960, cuando cayó en desuso. Se reintrodujo en 1984 y el nombre sigue siendo utilizado por el posterior Great Western Railway. A 2007, el "Cheltenham Spa Express" sale de Paddington a las 11:36 (llegando a Cheltenham a las 14:03); y a la vuelta sale de Cheltenham a las 14:46 (llegando a Londres a las 16:56). El servicio funciona solo de lunes a viernes.

## Lecturas relacionadas
- "Great Western Railway Engines" 1938. Republished by David & Charles: Newton Abbot. 1971.